# Sara Ramírez
Sara Elena Ramírez Vargas (Mazatlán, Sinaloa, 31 de agosto de 1975) es una figura del cine mexicano estadounidense, conocida por su papel de la cirujana Calliope "Callie" Torres en la serie Grey's Anatomy (ABC). 

## Biografía
Su padre es mexicano y su madre es de ascendencia irlandesa. Con ocho años, Ramírez se mudó con su madre a San Diego (California). Después de graduarse en la San Diego School of Creative and Performing Arts, se graduó en la Escuela Juilliard en Nueva York, donde perfeccionó sus habilidades en la interpretación.

## Vida profesional

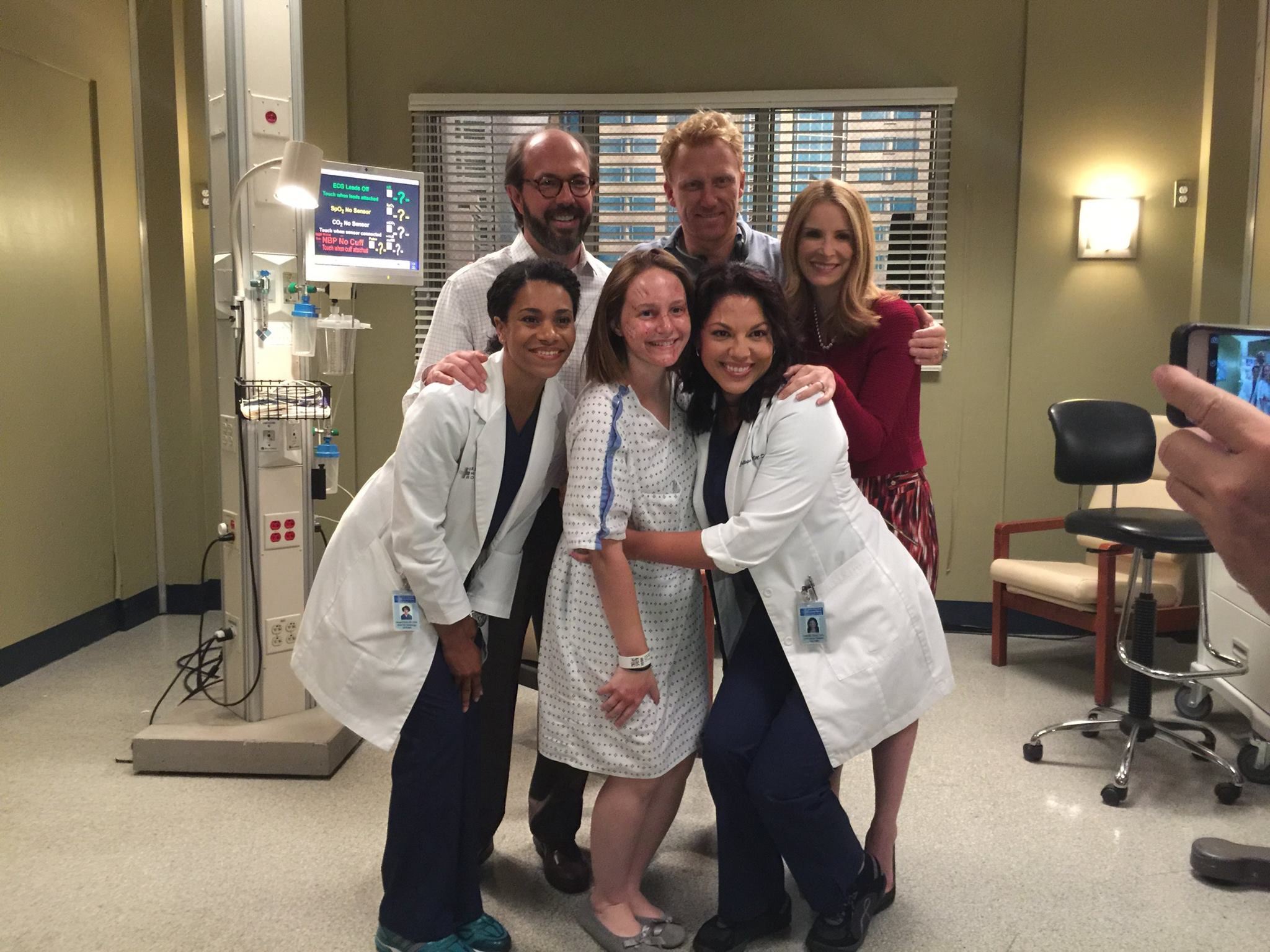
Sara Ramírez como "Calliope Torres" en Grey's Anatomy.

Debutó, en Broadway, en la obra Oswaldo y Ale de 1998 con el papel de Wahzinak en The Capeman, de Paul Simon. Un año después, apareció en The Gershwins Fascinating Rhythm obteniendo una nominación a un Outer Critics Circle Award. Ha actuado en A class act (2001), Dreamgirls (2001) o The vagina monologues, junto a Tovah Feldshuh y Suzanne Bertish. Pero ha sido su papel de Callie Torres en la serie Anatomía de Grey el que le ha dado la fama. También, ha doblado a un personaje del videojuego UmJammer Lammy (1999) y en PaRappa the Rapper 2 (2001).

## Vida personal
El 17 de junio de 2011, Ramírez y su pareja por un largo tiempo, Ryan DeBolt, un analista de negocios en TIMEC, se comprometieron en París (Francia). Se casaron el 4 de julio de 2012 en una ceremonia privada junto a la playa en Nueva York. El 8 de octubre de 2016, Ramírez se declaró bisexual en la cumbre #40ToNone. El 6 de julio de 2021, a través de una publicación en la red social Instagram, anunció que ella y Ryan ya no estaban juntos, pues habían decidido forjar nuevos caminos de forma individual. 
Realiza activismo y hace campaña por los derechos LGBT. Es miembro de la Junta del Fondo de Administración y el Grupo de Tareas, en San Diego y Nueva York, y los centros de LGBT de San Francisco True Colors. Además de eso, colabora con otros grupos como The True Colors Fund, proyecto de organización bisexual, NDLON, Mujerez de maíz entre otros. En 2015, se le concedió el aliado para el Premio Igualdad por la Human Rights Campaign Foundation.

## Filmografía

### Cine, videojuegos, y televisión
| Año          | Título                            | Rol                    | Notas                                                                      |
| ------------ | --------------------------------- | ---------------------- | -------------------------------------------------------------------------- |
| 1998         | You've Got Mail                   | Rose                   |                                                                            |
| 1999         | UmJammer Lammy                    | Lammy (voz)            | Videojuego                                                                 |
| 2000         | Star Patrol                       | Lieutenant Vena        | Película de televisión                                                     |
| 2000         | Spin City                         | Carol Quinn            | Episodio: "About Last Night"                                               |
| 2000         | Third Watch                       | Gwen Girard            | Episodio: "The Tys That Bind"                                              |
| 2000         | Welcome to New York               | Linda                  | Episodio: "The Crier"                                                      |
| 2000         | Law & Order: Special Victims Unit | Srta. Barrera          | Episodio: "Baby Killer"                                                    |
| 2001         | PaRappa the Rapper 2              | Lammy (voz)            | Videojuego                                                                 |
| 2002         | Spider-Man                        | Oficial de policía     |                                                                            |
| 2002         | Washington Heights                | Belkis                 |                                                                            |
| 2002         | Baseball Wives                    | Gabriella Martinez     | Película de televisión                                                     |
| 2002         | Law & Order: Special Victims Unit | Lisa Perez             | Episodio: "Chameleon"                                                      |
| 2002         | Chicago                           | Reparto femenino (voz) |                                                                            |
| 2003         | Naked Hotel                       | Unknown                | Película de televisión                                                     |
| 2003         | As the World Turns                | Hannah Bulut           | 4 episodios                                                                |
| 2003         | When Ocean Meets Sky              | Peggy Fears (voz)      |                                                                            |
| 2004         | NYPD Blue                         | Irma Pacheco           | Episodio: "Who's Your Daddy?"                                              |
| 2006–2016    | Grey's Anatomy                    | Calliope Torres        | 241 episodios; recurrente (temporada 2); Elenco principal (temporada 3–12) |
| 2012–2019    | Sofia the First                   | Reina Miranda (voz)    | 54 episodios; elenco principal (Temporadas 1–4)                            |
| 2014         | Dora, la exploradora              | Reina de corazones     | Episodio: "Dora in Wonderland"                                             |
| 2016         | Elena and the Secret of Avalor    | Reina Miranda (voz)    | Película de televisión                                                     |
| 2017-2019    | Madam Secretary                   | Kat Sandoval           | 36 episodios; elenco principal (temporada 4–5)                             |
| 2019         | Vampirina                         | Mama Calaca            | Episodio: "Dia de los Muertos/As You Wish"                                 |
| 2021–present | And Just Like That...             | Che Diaz               | 10 episodios; elenco principal                                             |

## Premios
| Año  | Premio                           | Categoría                                 | Resultado  | Obra, serie o película            |
| ---- | -------------------------------- | ----------------------------------------- | ---------- | --------------------------------- |
| 1999 | Outer Critics Circle Award       | Mejor actriz en un Musical                | Nominación | The Gershwins' Fascinating Rhythm |
| 2005 | Tony Award                       | Mejor actriz en un Musical                | Ganado     | Monty Python's Spamalot           |
| 2005 | Outer Critics Circle Award       | Outstanding featured Actress in a Musical | Ganado     | Monty Python's Spamalot           |
| 2007 | Premios del Sindicato de Actores | Mejor reparto en serie de drama           | Ganado     | Grey's Anatomy                    |